# Меморіальний цвинтар ООН
Меморіальний цвинтар Організації Об'єднаних Націй у Кореї (англ. United Nations Memorial Cemetery in Korea, UNMCK, кор. 재한유엔기념공원) — меморіал військовослужбовцям багатонаціонального контингенту ООН, які загинули у Корейській війні. Знаходиться у місті Пусан, Південна Корея. Це єдиний цвинтар Об'єднаних Націй у світі.
На цвинтарі поховано близько 2300 солдатів та інших осіб, які брали участь у Корейській війні. Площа цвинтаря понад 14 гектарів.

## Історія

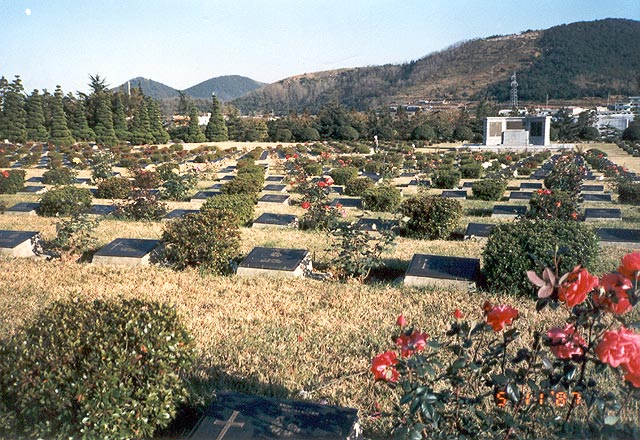

Меморіальний цвинтар був створений Організацією Об'єднаних Націй у 1951 році. У 1955 році Національна асамблея Кореї ухвалила рішення виділити землю в безстрокове користування.
15 грудня 1955 року Генеральна асамблея ООН прийняла резолюцію, у якій йдеться про те, що ООН буде управляти цвинтарем на постійній основі. У листопаді 1959 року Південна Корея та ООН дійшли згоди щодо створення, управління та догляду за Меморіальним цвинтарем Організації Об'єднаних Націй у Кореї.
У наші дні цвинтарем керує Комісія з Меморіального цвинтаря Організації Об'єднаних Націй (CUNMCK), яка складається з представників 11 країн.
Генсеки ООН утримувалися від відвідин цвинтаря, однак 30 листопада 2011 року Пан Гі Мун став першим очільником ООН, який відвідав Меморіальний цвинтар ООН у Республіці Корея.